# Rhizochloridales
Rhizochloridales é uma ordem de microalgas heterocontes da classe Synurophyceae.